# Stazione di Cosenza Casali
La stazione di Cosenza Casali è una stazione ferroviaria di Cosenza, posta sul tronco comune alle linee per Catanzaro e per San Giovanni in Fiore. È collocata a 252 metri s.l.m.

## Movimento
La stazione è servita dai treni delle Ferrovie della Calabria in servizio sulla relazione Cosenza-Marzi.